# Szentgyörgyi Márta
Szentgyörgyi Márta, született: Sturm Márta (Zalaegerszeg, 1888. október 29. – Budapest, Józsefváros, 1918. szeptember 16.) színésznő. Szentgyörgyi Lenke testvére.

## Életútja
Apja a polgári származású Sturm György (1843–1888), királyi főmérnök, anyja a régi zalavármegyei nemesi származású szladeoviczi Szladovits családnak a sarja, szladovici Szladovits Rozália (1858–1937). Anyai nagyszülei szladovici Szladovits Ferenc (1829–1878) jogász, az 1848–49-es forradalom és szabadságharc alatt főhadnagy, és szentgyörgyi Horváth Flóra (1835–1916) asszony voltak; a "Szentgyörgyi" vezetéknevét az anyai nagyanyja nemesi előneve után vette fel. Az anyai nagyapai dédszülei szladovici Szladovits Gergely (1805–1880), jogász, táblabíró, földbirtokos, és egyházasbüki Simon Mária (1805–1834) voltak; az anyai nagyanyai dédszülei szentgyörgyi Horváth Antal (1780–1850), zalai szolgabíró, földbirtokos, és bonyhádi Perczel Terézia (1775–1851) voltak. A Szladovits nagyapja révén a boldogfai Farkas-, a lovászi és szentmargitai Sümeghy-, a barkóczi Rosty-, valamint a zalalövői Csapody családoknak a leszármazottja. A szentgyörgyi Horváth nagyanyja révén a rumi és rábadoroszlói Rumy-, a nyirlaki Oszterhueber-, a királydaróczi Daróczy-, valamint a mezőszegedi Szegedy családoknak a leszármazottja.
1907-ben lépett a színipályára, a Népszínháznál. 1910 január havában Pozsonyból meghívták Nagyváradra, ahol 1914-ig játszott, itt a Reményben, a Gyurkovics leányok Micijeként, a Györgyike, drága gyermekben, a Bellában, a Csöppségben és egyéb naivaszerepben nagy sikerei voltak. Nagyszerű tehetségének sokoldalúságát később az operettben csillogtatta. Egy ideig a Magyar Színház tagja is volt, azután elkerült Brassóba, majd Kassára, Faragó Ödönhöz. 1915. július 27-én mint vendég fellépett a Vígszínházban, a Zsuzsi kisasszony c. operettben, sikerrel. 1916. június havában a Vígszínház tagja lett, onnan a Belvárosi Színház szerződtette. Itt is kedvelt művésznő volt, éppúgy, mint a vidéki színpadokon.  A spanyolnáthajárvány áldozata lett, tüdőgyulladás okozta halálát.

## Fontosabb színházi szerepei
- Olga (Lehár F.: A víg özvegy)
- Ida (ifj. J. Strauss: A denevér)
- Györgyike (Szomory D.: Györgyike, drága gyermek)

## Filmszerepei
- Négyujjú (1913) – jazz lány
- Böském (1914)
- Az apacs álma (1914, szkeccs) – előkelő úriasszony
- A gyufa (1917, rövid)
- A gyanú (1917) – Irén
- Megtisztulás (1917)
- A szerelem bolondjai I-II. (1917) – Ilonka
- A koldusgróf (1917) – Malon
- A gazdag szegények (1917) – Amália / Gratulin Lídia varrólány
- Küzdelem a múlttal (1917)
- Fabricius úr leánya (1917)
- Az Isten fia és az ördög fia (1917)
- Páris királya (1918) – Jean unokahúga
- Selim Nuno, a börzecézár (1918) – Eszter